# Église méthodiste de Gingerland
L'église méthodiste de Gingerland est une église méthodiste située à Gingerland, à Saint-Christophe-et-Niévès. 

## Historique
L'église a été inaugurée en 1801 mais le bâtiment actuel date des années 1930.
L'école, qui fait partie de ce complexe, a été construite en 1901 pour remplacer celle détruite par un ouragan en 1899.

## Architecture
Le style architectural de l'église est assez inhabituel pour Niévès : en effet, elle a une forme octogonale de style roman richardsonien en pierres de couleur grise avec des solives de toit complexes. Il dispose d'un toit en croupe, de fenêtres en arc de cercle et des colonnes monumentales octogonales d'où jaillissent des arches. Il y a également un clocher extérieur en béton,.